# Хеккенбах
Хеккенбах (нем. Heckenbach) — община в Германии, в земле Рейнланд-Пфальц. 
Входит в состав района Арвайлер. Подчиняется управлению Альтенар.  Население составляет 251 человек (на 31 декабря 2010 года). Занимает площадь 27,34 км².
Коммуна подразделяется на 8 сельских округов.